# سكي
سكي (بالأوكرانية: СКАЙ) فرقة موسيقى روك أوكرانية، تأسست عام 2001 في ترنوبل

## بداية الفرقة (2001-2005)
أسس أوليغ سوبشوك وأوليكساندر هريشوك معًا في كلية ترنوبل الفرقة في عام 2001، تألفت المجموعة من أربعة موسيقيين، اكتسبت الفرقة في وقت قصير شعبية كبيرة في غرب أوكرانيا، وقدمت عروضها في مهرجانات "Chervona Ruta" و "Pearls of the Season" و "Tavrii Games" وغيرها من المهرجانات.